# Battaglia di Hanko (1941)
La battaglia di Hanko (anche detta assedio di Hanko) fu combattuta tra il 25 giugno ed il 2 dicembre 1941 nei pressi dell'omonima penisola nella Finlandia meridionale, nell'ambito della più ampia guerra di continuazione, tra la guarnigione sovietica della penisola ed una forza assediante finlandese. La battaglia, caratterizzata più che altro da una lunga guerra di posizione e da scontri su piccola scala, si concluse con la ritirata via mare della guarnigione sovietica, che lasciò la penisola nelle mani dei finlandesi.

## Antefatti
Già base navale dell'Impero russo, Hanko passò alla Finlandia al momento della proclamazione dell'indipendenza di questa, nel dicembre del 1917; la penisola occupava un'importante posizione strategica, controllando gli accessi a nord al golfo di Finlandia e quindi alla ex capitale zarista San Pietroburgo (ribattezzata Leningrado dopo la creazione dell'Unione Sovietica). Il possesso della penisola divenne uno degli obiettivi della politica espansionistica sovietica, che portò nel novembre del 1939 allo scoppio della cosiddetta "guerra d'inverno" tra i due paesi: dopo una resistenza ostinata i finlandesi furono costretti a cedere e, con il trattato di Mosca del 12 marzo 1940, Hanko fu data in "affitto" per 30 anni ai sovietici. La penisola fu pesantemente fortificata dai nuovi occupanti, che la dotarono di 95 pezzi d'artiglieria di calibro fino a 305 mm; dipendente dal distretto militare di Leningrado, la guarnigione sovietica era composta da due brigate autonome di fucilieri e da distaccamenti minori di guardie di confine e genieri, per un totale di circa 28 000 uomini al comando del generale Nikolai Simoniak.

## La battaglia

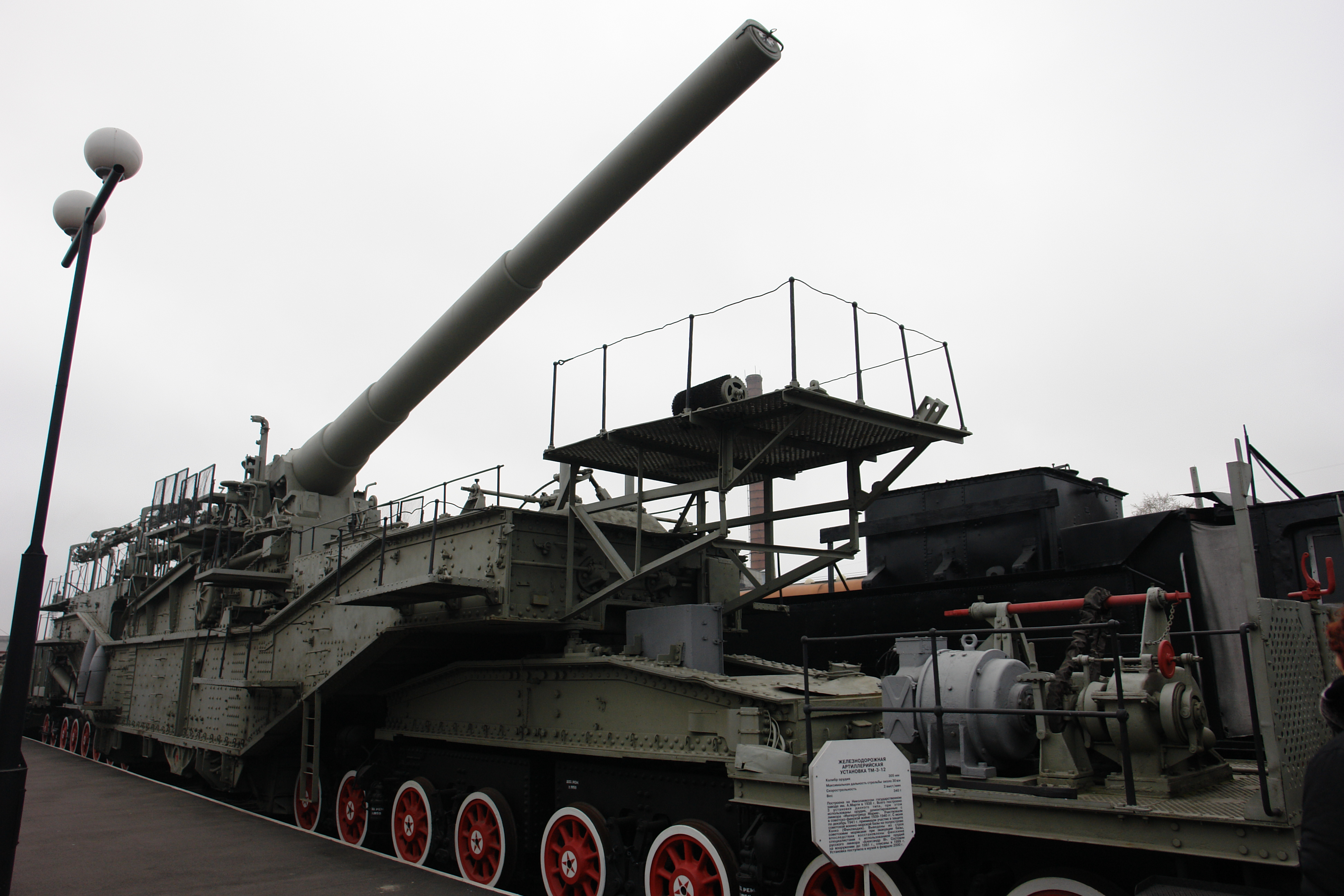
Un cannone ferroviario sovietico da 305 mm; tre di questi pezzi furono impiegati durante l'assedio della penisola

La Finlandia dichiarò formalmente guerra all'Unione Sovietica il 25 giugno 1941, subito dopo l'inizio dell'attacco tedesco il 22 giugno precedente. Una forza finlandese composta dalla 17ª Divisione fanteria del generale Aarne Snellman ed una brigata da difesa costiera fu subito inviata a porre l'assedio alla penisola di Hanko, mentre le unità della Suomen merivoimat stendevano campi di mine navali per tagliare le comunicazioni tra questa e Leningrado. Sebbene la riconquista di Hanko fosse uno degli obiettivi prefissati dei finlandesi, il comandante in campo dell'esercito di Helsinki, maresciallo Carl Gustaf Emil Mannerheim, vietò ogni attacco contro la penisola, e le truppe assedianti si limitarono ad occupare e rinforzare una serie di postazioni fortificate già approntate sull'istmo che collegava Hanko alla terraferma. Sul fronte terrestre la situazione rimase praticamente statica per diversi mesi, con solo qualche duello d'artiglieria tra i due schieramenti: l'attenzione dei sovietici era concentrata sulla difesa di Leningrado e sull'avanzata tedesca nei paesi baltici, mentre il principale sforzo bellico finlandese era diretto sulla Carelia; già dopo qualche mese, stante questo stato di cose, la 17ª Divisione fu ritirata dal fronte di Hanko per essere inviata in Carelia.
Sia i sovietici che i finlandesi lanciarono una serie di operazioni anfibie sulle isole e gli isolotti che contornavano la penisola, dando vita ad una serie di scaramucce e piccoli scontri. Il più importante di questi si svolse la notte tra il 25 ed il 26 luglio, quando una forza da sbarco sovietica cercò di catturare il piccolo isolotto di Bengtskär, 13 miglia a sud-ovest di Hanko: il piccolo scoglio ospitava un faro e costituiva un ottimo punto d'osservazione per controllare le acque nei dintorni, ed era pertanto presidiato da una guarnigione finlandese fin dall'inizio della guerra. Verso mezzanotte la forza sovietica prese terra a Bengtskär, cogliendo di sorpresa i finlandesi: gli attaccanti si impossessarono di gran parte dell'isolotto, ma i difensori si arroccarono nel faro, chiedendo rinforzi. Intorno alle 3:00 le cannoniere finlandesi Uusimaa e Hämeenmaa arrivarono per portare aiuto, allontanando le imbarcazioni sovietiche e fornendo fuoco d'artiglieria in appoggio ai difensori; aerei sovietici tentarono di attaccare le due cannoniere, ma furono respinti dai caccia finlandesi decollati da Turku. I sovietici tentarono di evacuare la forza d'assalto, ma la cannoniera Uusimaa colpì ed affondò la motosilurante sovietica PK 238, costringendo le altre ad allontanarsi. Intorno alle 7:00 un'unità di fanteria di marina finlandese prese terra sull'isolotto, respingendo i reparti sovietici; i combattimenti proseguirono fino alle 18:45, quando infine gli ultimi sovietici furono costretti alla resa. Le perdite ammontarono a 40 uomini per i sovietici e 17 per i finlandesi.

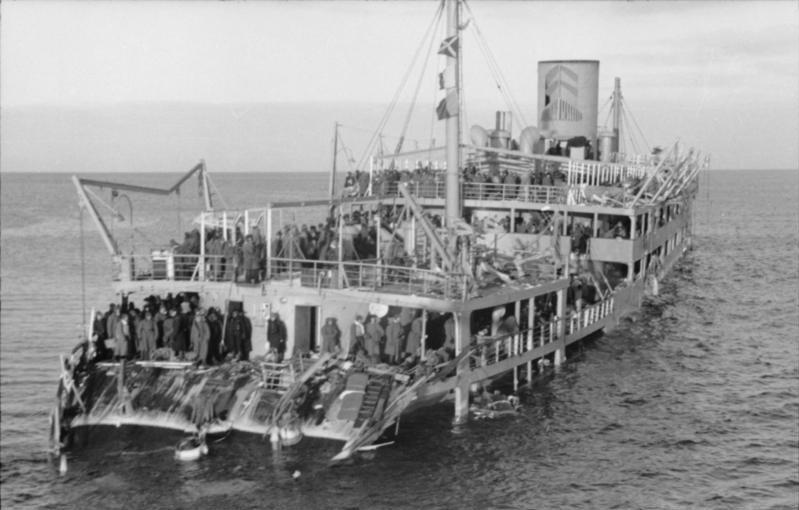
La nave passeggeri Josif Stalin, in procinto di affondare dopo aver urtato una mina al largo di Hanko

Con il passare dei mesi lo stato degli approvvigionamenti per la guarnigione sovietica peggiorò notevolmente, viste le difficoltà per le navi da rifornimento di farsi strada tra i numerosi campi minati disseminati attorno alla penisola; alle mine si aggiungevano inoltre gli attacchi da parte dei sommergibili finlandesi, anche se frequenti problemi con i siluri impedirono loro di fare molti danni. La situazione generale per l'Unione Sovietica era critica: l'8 settembre 1941 i tedeschi raggiunsero la periferia di Leningrado, ponendo la città sotto assedio; la necessità di concentrare tutte le truppe disponibili nella difesa della città, unita al pessimo stato dei rifornimenti, convinse infine il comando sovietico a ordinare l'evacuazione di Hanko.
Il primo convoglio di truppe lasciò la penisola il 24 ottobre, seguito da un secondo il 3 novembre e da un terzo il 13 novembre: per il trasporto delle truppe furono inizialmente impiegate unità leggere come dragamine e pattugliatori, scortati dai cacciatorpediniere e dai sommergibili della Flotta del Baltico, anche se in seguito, per accelerare l'evacuazione, furono inviate delle grandi navi passeggeri; l'ultimo convoglio lasciò Hanko la sera del 2 dicembre, allontanandosi sotto il fuoco dell'artiglieria finlandese. Le perdite durante l'evacuazione, quasi tutte provocate dall'urto con mine, furono alte: furono affondati i cacciatorpediniere Smetlivyj, Surovyj e Gordyj, i sommergibili L 2 ed M 98, due dragamine e le grandi navi passeggeri Josif Stalin ed Andrei Zdanov, oltre ad un certo numero di unità più leggere; sebbene gli uomini persi durante l'evacuazione ammontassero a circa 5 000, almeno altri 23 000 soldati della guarnigione furono evacuati con successo a Leningrado.